# Stanley Haidasz
Stanley Haidasz PC (* 4. März 1923 in Toronto, Ontario; † 6. Juni 2009) war ein kanadischer Kardiologe und Politiker der Liberalen Partei, der als erster kanadischer Politiker polnischer Abstammung Bundesminister und Senator wurde.

## Leben
Haidasz stammte aus einer polnischen Familie, die 1910 aus Stanislawów nach Kanada auswanderte. Nach dem Schulbesuch studierte er Medizin und erwarb neben einem Bachelor in Physiology (B.Ph.) und einem Lizenziat (L.Ph.) auch einen Doktor der Medizin (M.D.) an der University of Toronto. Nach einer postgradualen Fortbildung im Fach Kardiologie an der University of Chicago war er als Kardiologe tätig.
Seine politische Laufbahn begann Haidasz als Kandidat der Liberalen Partei bei der Wahl vom 10. Juni 1957 erstmals als Mitglied in das Unterhaus gewählt wurde und in diesem bis zu seiner Wahlniederlage bei der darauf folgenden Unterhauswahl am 31. März 1958 den Wahlkreis Trinity vertrat. Bei der Wahl vom 18. Juni 1962 wurde er wiederum zum Mitglied des Unterhauses gewählt und gehörte diesem als Vertreter des Wahlkreises Parkdale bis zu seinem Rücktritt am 23. März 1978 an.
Während dieser Zeit war er zunächst von Mai 1963 bis Februar 1964 Parlamentarischer Sekretär beim Minister für Nationale Gesundheit und Wohlfahrt, anschließend beim Minister für Auswärtige Angelegenheiten sowie von Januar bis September 1966 beim Minister für Angelegenheiten Nordkanadas und Natürliche Ressourcen. Im Anschluss war er zwischen Oktober 1966 und April 1968 Parlamentarischer Sekretär beim Minister für Indianer-Angelegenheiten und Entwicklung Nordkanadas und von August 1968 bis Oktober 1969 beim Minister für Verbraucher- und Unternehmensangelegenheiten, ehe er zwischen Oktober 1969 und September 1970 wieder Parlamentarischer Sekretär beim Minister für Nationale Gesundheit und Wohlfahrt.
Am 27. November 1972 wurde er Staatsminister für Multikulturalismus in dem von Premierminister Pierre Trudeau geleiteten 20. Bundeskabinett und wurde damit als erster Kanadier polnischer Abstammung zum Kabinettsminister ernannt. Das Ministeramt bekleideter er bis August 1974.
Am 23. März 1978 wurde er auf Empfehlung von Premierminister Trudeau für den Senatsbezirk Toronto-Parkdale zum Senator für Ontario ernannt und war damit abermals der erste Kanadier polnischer Abstammung das Mitglied im Bundessenat wurde. Nach fast zwanzigjähriger Mitgliedschaft schied er am 4. März 1998 aus dem Senat aus.
Für seine Verdienste wurde er zweimal Ehrendoktor und zwar zum einen als Philosophiae Doctor (Ph.D.), zum anderen als Doctor of Administration (D.Adm. (Hon.)).